# Hidekazu Masuda Goga
H. Masuda Goga (増田 恆河, nome de batismo: Hidekazu Masuda 増田 秀一) foi agricultor, comerciante, jornalista, escritor, pintor e poeta japonês, nascido em 1911, radicado no Brasil desde 1929. Seguidor do haicaísta Nempuku Sato, Goga foi um dos maiores divulgadores do haicai no Brasil, fundou dois Grêmios para o estudo e composição de haicais. Manteve contato com vários escritores, também escreveu para vários jornais e revistas, tanto do Japão como no Brasil. Escreveu livros e foi tio da poetisa Teruko Oda. Recebeu em 2004 o Grande Prêmio Internacional do Haiku Masaoka Shiki pelo seu trabalho de difusão internacional do haicai. Faleceu em São Paulo no dia 28 de maio de 2008.

## Biografia
Nasceu na província de Kagawa, no Japão, em 8 de agosto de 1911, filho de Chyota Masuda e Mikie Masuda. Imigrou para o Brasil em 1929. Em seus primeiros anos no Brasil, Goga trabalhou em atividades ligadas à agricultura até tornar-se comerciante em Pedregulho, cidade do interior paulista.
Praticante do haicai em japonês e em português, foi também destacado estudioso do haicai e da sua aclimatação ao Brasil. Sendo seguidor de Nempuku Sato, que foi o mestre responsável pela divulgação do haicai entre os imigrantes japoneses no Brasil. Antes Goga escrevia a seu modo, mas ao conhecer Sato em 1935, foi que se dedicou bastante ao haicai.
Goga mostrou ser um discípulo dedicado e colaborou juntamente com seu mestre na divulgação do haicai entre os imigrantes, especialmente depois da Segunda Guerra Mundial, quando se tornou jornalista na então florescente imprensa nipo-brasileira.
Um dos criadores do Grêmio Haicai Ipê em maio de 1987, que desde sua fundação, o Grêmio tem sido uma referência para o estudo sobre o haicai em português no Brasil. Através do trabalho de seus membros, os conceitos do haicai tradicional japonês têm sido adaptados e divulgados pelo país. Também fundou o Grêmio Haicai Caleidoscópio, em agosto de 1993, dedicado à composição de haicais encadeados (renku).
Começou a pesquisar o haicai no Brasil em 1936. Foi amigo de Guilherme de Almeida e de Jorge Fonseca Júnior. Em 1943, Masuda publicou seus primeiros haicais em língua portuguesa no "Anuário do Oeste", de Corumbá, editado por Jorge Fonseca Júnior. No Japão, foi associado à revista "Yuki", de orientação tradicionalista. Em 1948, mudou-se para São Paulo. Torna-se jornalista no diário nipo-brasileiro "Jornal Paulista", onde chegou a ser redator-chefe. Na década de 1950, trabalhou também na Cooperativa Agrícola de Cotia. Naturalizou-se brasileiro em 1962. No ano seguinte, associou-se ao Grupo Seibi e foi administrador-chefe da Sociedade Beneficente da Cooperativa Agrícola de Cotia.
Goga foi irmão da mãe da poetisa Teruko Oda, ou seja, seu tio. Oda em seu livro "Furusato No Uta: canção da terra natal", afirma que "deve a Goga todas as conquistas nos caminhos do haicai", e continua "seu paciente trabalho de orientação foi decisivo para a compreensão dos fundamentos teóricos. Por sua influência, adquiri o hábito da prática diária, essencial para o desenvolvimento da técnica e do "ofício" de poetar".
Em 1988, publicou "O Haicai no Brasil", trabalho pioneiro sobre o haicai brasileiro, que já havia sido publicado no Japão na revista "Haiku Bungakukan Kiyô", em 1986, a obra foi bem aceita pela crítica local. Em 1990, publicou juntamente com Roberto Saito e Francisco Handa o livro "100 haicaístas brasileiros: antologia", pela Aliança Cultural Brasil-Japão. Em 1989, escreveu artigos em japonês para o jornal nipo-brasileiro "Diário Nippak", atual Jornal do Nikkey, sobre o movimento haicaísta produzido em língua portuguesa, continuou com essa atividade até 1998.
Publicou também a primeira antologia de haicai latino-americano de que se tem notícia com o título de "Antologia do Haicai Latino-americano", em 1993. Em 1996, junto com Teruko Oda, publicou o primeiro dicionário de "kigos" (termos de estação) brasileiros: "Natureza – Berço do haicai". Sendo que o livro é composto de três partes. A primeira é dedicada ao estudo e catalogação dos kigos  A segunda é uma compilação de poemas produzidos no Brasil. A terceira, são de vários textos vários sobre o haicai encadeado e sobre os princípios do haicai praticado no Grêmio de Haicai Ipê.
Em 1997, foi produzido pela TV japonesa NHK um programa especial intitulado "Shirarezaru haiku ôkoku Burajiru" que significa "Brasil, o reino do haicai que precisamos conhecer", sobre o haicai brasileiro, exibido em 28 de janeiro em 1997. Em 1999, encerrou todas as suas atividades sociais e mudou-se para um sítio no interior de Minas Gerais para viver seus últimos anos de forma tranquila. Apesar dessa mudança na sua vida, isso não significou que parou de escrever haicais.
Em 2004, recebeu o "Masaoka Shiki International Haiku Grand Prize" pelo seu trabalho de difusão internacional do haicai. Onde foi descrito como que Goga tem sido um "líder, incansavelmente se esforçando para edificar e para aumentar ainda mais a valorização do haicai".
Faleceu em 28 de maio de 2008, sendo sepultado no Cemitério do Araçá, em São Paulo. Ele iria participar de uma exposição fotográfica no dia 5 de junho denominada "Haicai, um olhar fotográfico".